# Gens Domícia
Domícia (en llatí Domitia) era una gens romana d'origen plebeu, que cap al final de la república consideraven que formaven part d'una de les famílies més il·lustres de Roma.
Durant el temps de la república, ens trobem amb dues branques d'aquesta gens, els Aenobarbs (Aenobarbi) i els Calvins (Calvini) i, a excepció de alguns personatges desconeguts mencionats en passatges aïllats de Ciceró, no n'hi ha cap sense cognomen.